# イモータル・ソウルズ
イモータル・ソウルズ (Immortal Souls)は、フィンランド・コッコラ出身のメロディックデスメタルバンド。1991年に結成。1990年代後半から2000年代前半に、リトル・ローズ・プロダクションからアルバムをリリースした。その後、オランダのフィアー・ダーク・レコードに移籍し2ndアルバムとコンピレーション・アルバムをリリースしている。2007年からは、オランダのダーク・バランス・レコードと契約し、アメリカ合衆国でのリリースはフェイスダウン・レコードが行っている。ヘルシンキで行われるトゥスカ・オープン・エア・フェスティバルに出演したこともある。彼らの音楽は、グロウルとシャウトの間のメロディアスなギターリフに特徴がある。歌詞に冷たいメタファーを用い、寒い冬の雰囲気を作り出すため、ウィンター・メタル (Winter Metal)とも呼ばれる。

## 略歴

### 初期
1991年12月、アキ・サルキオヤ (Vo、B)とエサ・サルキオヤ (Lead G)のサルキオヤ兄弟が結成。1992年から1994年の間は、2人でいくつかのデモテープ制作を行う。1993年に制作された『Vision of Hell』などのデモテープがあったが、この中のどれも公式にはリリースされなかった。1994年に、ドラマーのアンティ・ヌクリ (Ds)が加入。1995年1月の終わりに、『Immortal Souls』と題された6曲入りデモテープのレコーディングを行う。100本制作されたそのデモテープは、正統派メタルにグロウルが乗るスタイルであった。『Immortal Souls』のリリース後、バンドのアルバム・アートワークに冬をテーマにしたものが採用されるようになった。この1年後、アンティは個人的な理由でバンドを離れている。

### ドゥーム・メタル期
1995年から1996年の間、イモータル・ソウルズは新たな曲作りを行い、音楽性を固めていった。この時期、バンドメンバーがドゥーム・メタルに興味を持っており、それは1996年11月にレコーディングされた2ndデモ『Reflections of Doom』が、彼らの作品の中で最も陰鬱で重苦しい点にも反映されている。このドゥーム・メタルの試みの中で、最もスタイリッシュな楽曲は「Realm Of Hatred」である。ドラマー不在のため、ドラムマシンを用いてレコーディングが行われた。レコーディングから2か月後、新ドラマーとしてユペ・ハコラ (Dr)が加入した。楽曲「Hate Sender」は、7インチのレコードでリリースされた。また、別の楽曲「I'am Me」は、『From Kaamos To Midnight Sun』というコンピレーション・アルバムに収録され、リリースされた。これら、「Hate Sender」、「I'am Me」、「Realm of Hatred」の3曲は、後にリリースされるコンピレーション・アルバム『Once Upon A Time In The North』にリマスタリングされて収録された。

### リトル・ローズ・レコード期
これらのデモテープリリース後、イモータル・ソウルズはフィンランドのレコードレーベル、リトル・ローズ・プロダクションと契約する。この時期には、バンドはドゥーム・メタルのスタイルから脱却し、より速い、メロディックデスメタルスタイルで、冬をテーマにした歌詞の楽曲を演奏するようになっていた。この新しいスタイルでの初めてレコーディングされたのは、『Divine Wintertime EP』である。同音源は、1998年にメロディックデスメタルバンド、Mordecaiとのスプリット・アルバム『Divine Wintertime / Through the Woods, Towards the Dawn』としてリリースされた。同音源は、メタルファンから多くの反響があり、同音源の楽曲「Snow Soul」はイモータル・ソウルズの中でも最も評判の良い楽曲の一つになった。
ライヴの増加により、メンバー追加の必要が生じ、1stアルバムのレコーディング準備中の2000年にセカンド・ギタリストとしてペーテ・ロイサ (Rhythm G)が加入する。2000年2月にレコーディングが行われた。このStudio Watercastleでレコーディングされた音源の一部が、同年10月にEP『The Cleansing』としてリリースされた。同EPは、発売予定の1stアルバムのアルバム・トレーサーの性格が強かった。2001年に1stアルバム『Under the Northern Sky』をリリース。リリース後、リトル・ローズ・プロダクションが閉鎖したため、バンドは新たなレーベル・ディールを探し始めた。

### フィアー・ダーク・レコード期
イモータル・ソウルズは、既にオランダのレコード会社のフィアー・ダーク・レコードとコンタクトを取っていたため、リリース後、間をおかずにフィアー・ダーク・レコードと契約を結んだ。契約後、中央ヨーロッパツアーを行う。イモータル・ソウルズは、それに加えてフィアー・ダーク・レコードのイヴェントの常連出演バンドとなった。ツアー終了後、新曲の制作に取り掛かり、2002年11月にStudio Sonic Pumpに入り、2ndアルバム『Ice Upon the Night』のレコーディングに入る。2003年にリリースされた、この2ndアルバムは、フィンランドでイモータル・ソウルズをより有名にし、ヘルシンキで開催されるトゥスカ・オープン・エア・フェスティバルにも出演した。このアルバムは、2004年にアメリカ合衆国とカナダでフェイスダウン・レコードからライセンスリリースされた。
2004年は、バンドは時折ライヴ活動を行う程度であった。同年には、ドラマーのユペが脱退し、ユッカ＝ペッカ・コイヴィスト (Ds)が加入した。しかし、ユッカ＝ペッカは、参加しているプログレッシヴメタルバンド、Silent Voicesの新アルバムレコーディングで忙しく、ドイツ-スイスツアーの後、すぐに脱退してしまう。2005年初め、バンドに近しい友人関係の中で、新ドラマーとなるユハ・クロンクヴィスト (Ds)がピックアップされ、加入した。イモータル・ソウルズのリリースした作品の多くが既に廃盤となっており、入手が難しいため、フィアー・ダーク・レコードは『Once Upon A Time In The North』と題されたコンピレーション・アルバムのリリースを決定した。『Once Upon A Time In The North』は2枚組のデジパック仕様で、1枚は1stアルバム『Under the Northern Sky』がそのまま収録されている。もう1枚には、1stアルバム以前のデモトラックなどがリマスタリングされて収録されている。同コンピレーション・アルバムは2005年の年末にリリースされた。またレーベルからのリクエストで、同コンピレーション・アルバムには、アキがブックレットにバンドの歴史を詳細に書き下ろしている。

### ダーク・バランス・レコード期
コンピレーション・アルバムリリースと同時期に、バンドは新曲の制作に取り掛かる。また、時折ライヴも行った。2006年に、イモータル・ソウルズは、リリース予定の3rdアルバム『Wintereich』が、コンセプト・アルバムになると発表した。2006年12月にバンドはスタジオ入りし、2007年の第一四半期にはマスタリングが完了した。新たにオランダのダーク・バランス・レコードと契約し、2007年7月1日に3rdアルバム『Wintereich』をリリース。2ndアルバム『Ice Upon the Night』と同じく、アメリカ合衆国]ではフェイスダウン・レコードから8月21日にリリースされた。
2010年に、セカンド・ギタリストのペーテが脱退。マルコ・ペッカリネン (Rhythm G)が加入。翌2011年に4thアルバム『IV: The Requiem for The Art of Death』をレコーディングし、10月7日にリリースされた。

### ロットワイラー・レコード期
2015年1月、アメリカのロットワイラー・レコードと契約した。同年3月に5thアルバム『Wintermetal』をリリース。

## 音楽性
イモータル・ソウルズの音楽スタイルは、速い、テクニカルなスカンディナヴィアスクールのメロディックデスメタルである。ギターソロは、歌唱とテクニカルなリフの間に伴奏の一部として設定されている。リフ、トーンと速さは、メロディックであり、古典的なハーモニーに重きが置かれている。リードギタリストのエサ・サルキオヤはいつも"darkly melodic riffage with power metal undercurrents."を意識して演奏している。ドラミングにおいては、ダブル・ベース・ドラムとブラストビートが用いられる。作曲面においては、1980年代のメタルに影響を受けており、時折ダンジグ-タイプのブルース・ロックにも影響されている。ボーカルスタイルは、グロウルの中では中間のピッチで、メロディーラインを追わないスタイルである。アキは、時折、ブラックメタルスタイルのボーカルも用いている。「ヴァンパイア・マガジン」のインタビューによると、イモータル・ソウルズの音楽性は、他の典型的なイェーテボリスタイルのメロディックデスメタルバンドよりも幾分アグレッシヴで、商業的でないと述べられている。また、そのためにキーボードが省かれているとも述べられていた。
イモータル・ソウルスの歌詞は、北欧の冬の自然、時にはフィンランドの民間伝承を基にした視覚言語やキリスト教をテーマにしている。

## メンバー

### 現メンバー
- アキ・サルキオヤ (Aki Särkioja) - ボーカル、ベース (1991-)
- エサ・サルキオヤ (Esa Särkioja) - リードギター (1991-)
- ユハ・クロンクヴィスト (Juha Kronqvist) - ドラムス (2005-)
- マルコ・ペッカリネン (Marko Pekkarinen) - リズムギター (2010-)

### 旧メンバー
- ペーテ・ロイサ (Pete Loisa) - リズムギター (2000-2010)
- アンティ・ヌクリ (Antti Nykyri) - ドラムス (1994-1995)
- ユペ・ハコラ (Jupe Hakola) - ドラムス (1995-2004)
- ユッカ＝ペッカ・コイヴィスト (Jukka-Pekka Koivisto) - ドラムス (2005)

Silent Voicesでも活動

## ディスコグラフィー
- 1995 – Immortal Souls (Demo)
- 1997 – Reflections of Doom (Demo)
- 1998 – Divine Wintertime / Through the Woods, Towards the Dawn (Mordecaiとのスプリット・アルバム)
- 2000 – The Cleansing (EP)
- 2001 – Under the Northern Sky (1st Album)
- 2003 – Ice Upon the Night (2nd Album)
- 2004 – Ice Upon the Night (米盤)
- 2005 – Once Upon a Time in the North (1st Albumとデモ音源を収録したコンピレーション・アルバム)
- 2007 – Wintereich (3rd Album)
- 2011 – IV: The Requiem for the Art of Death (4th Album)
- 2015 - Wintermetal (5th Album)